# Ben Carey
Ben Carey est né le 10 janvier 1975 à Warburton en Australie. Il est actuellement le guitariste du groupe américain Lifehouse. 
La musique a toujours fait partie de sa vie. Il a commencé très jeune, sur le piano de sa grand-mère. Il a pris ses premières leçon de piano à l’âge de 11 ans, et a commencé la guitare à peu près à la même période. Il a pris des cours de guitare classique pendant 3 ans, puis a découvert la guitare électrique. Il a fait partie de plusieurs groupes, comme Brill ou Savage Garden. Après avoir accompagné Lifehouse en tant que guitariste sur les tournées, il rejoint le groupe officiellement en 2009.